# Ecobank
Pour les articles homonymes, voir ETI (homonymie).
Ecobank ou Ecobank Transnational Incorporated (ETI) est une banque fondée au Togo en 1985 et présente dans 35 pays d’Afrique de l’Ouest, Centrale, l’Est et du Sud. Elle dispose d'une filiale à Paris, France et des bureaux de représentation à Londres, au Royaume-Uni, à Dubaï aux Emirats Arabes Unis et à Beijing en Chine.  Elle possède plus de 14 000 employés et 32 millions de clients. Qatar National Bank et Nedbank sont actionnaires d'Ecobank.
Ecobank est cotée sur les bourses d’Abidjan, Nigéria et Ghana.

## Histoire

### Expansion de l'entreprise: 1985-2009
En 1985, Ecobank est fondée au Togo par Gervais Koffi Djondo et Adeyemi Lawson, respectivement dirigeants des chambres de commerce du Togo et du Nigeria. Ecobank Togo ouvre en 1988. En 1989, Ecobank s'implante en Côte d'Ivoire et au Nigeria, puis en 1990 au Bénin et au Ghana.
En 1995, Ecobank signe ses premiers accords avec le groupe Western Union. En 1997, Ecobank s'implante au Burkina Faso, puis en 1998 au Mali. En 1999, elle s'implante en Guinée, au Liberia, au Niger et au Sénégal.
En 2001, Ecobank s'implante au Cameroun, puis en 2004 au Cap-Vert. En 2006, elle s'implante au Sierra Leone et au Tchad, puis en 2007, en Centrafrique, en Gambie, en Guinée-Bissau, au Rwanda et au Sao Tomé. En 2008, Ecobank s'implante au Burundi, au Congo-Brazzaville, au Congo-Kinshasa, au Kenya, au Malawi et en France, avant de s'implanter en 2009 au Gabon.

### Années 2010

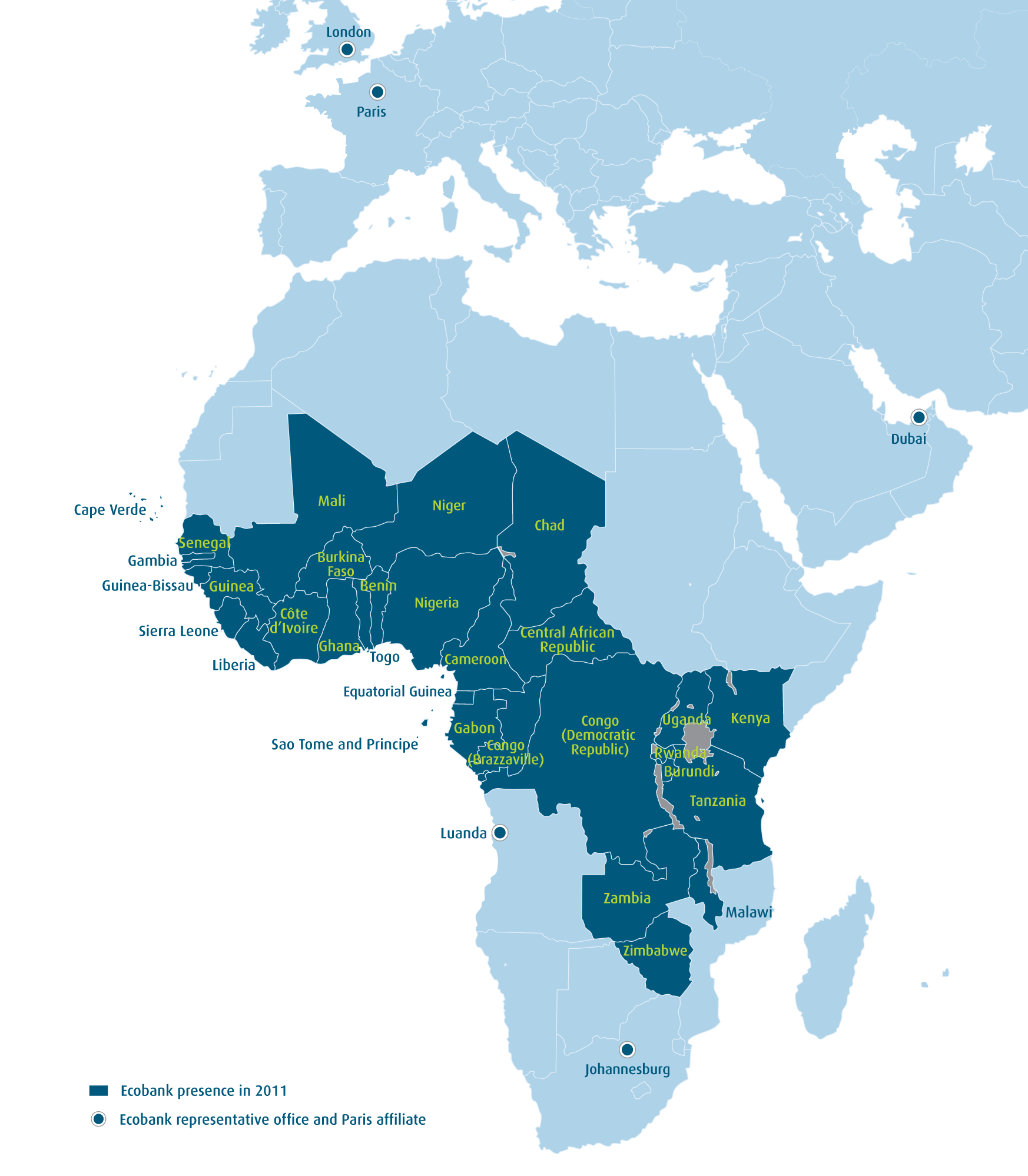
Présence mondiale d'Ecobank en 2011

En octobre 2011, Ecobank acquiert Oceanic Bank, une banque nigériane en difficulté, créant un nouvel ensemble ayant plus de 600 agences et 1 450 GAB au Nigeria,.
En décembre 2011, Ecobank acquiert la banque ghanéenne Trust Bank pour 135 millions de dollars, renforçant sa présence dans le pays en possédant ainsi 70 agences et 150 guichets automatiques.
En avril 2012, le fonds sud-africain Public Investment Corporation acquiert 19,58 % d'Ecobank pour 250 millions de dollars.
En 2013, Ecobank connaît une crise de gouvernance avec le renvoi de Thierry Tanoh, qui conteste en justice son renvoi, et l'apparition de créance douteuse importante au Nigeria.
En septembre 2014, Qatar National Bank prend une participation 23,5 % dans Ecobank à travers deux prises de participation successives de 12,5 % pour un montant inconnu puis de 11,6 % pour 283 millions de dollars. Qatar National Bank devient ainsi le premier actionnaire du groupe, même si elle a dû attendre 2016 pour voir son premier représentant Abdulla Mubarak Al Khalifa intégrer le Conseil d’Administration. Selon l’Agence économique et financière (Agefi), cette manœuvre s’inscrit dans une stratégie qatarie de conquête du marché financier africain, tout comme le rachat en 2013 de la filiale sud-africaine de la Société Générale.
Ainsi, le directeur financier de Qatar National Bank Ramzi Mari affirme au quotidien américain The Wall Street Journal au sujet de l’Afrique :
« Nous étudions ce marché et examinerons toute offre de vente qui pourrait nous être présentée. (…) Si nous devions faire une opération, ce serait pour prendre le contrôle d’une banque active dans plusieurs pays. »
En octobre 2014, Nedbank acquiert une participation de 20 % dans Ecobank, en convertissant sa créance dans Ecobank de 285 millions de dollars en actions.
En mai 2016, Amin Manekia, banquier pakistanais et ancien de Citigroup, remplace l’Ivoirien Charles Kié comme directeur des pôles banque d’investissement et d’entreprises.

#### Baraka Diarra 1998
En janvier 1998 Evelyne Tall-Daouda, numéro deux 91076411d'EcoBank et fille de l'ecrivain Chérif Tall, annonce son depart du groupe bancaire panafricain. Elle aura passé près de deux décennies au sein de la société, aura brigué deux fois le poste de directeur sans y parvenir.
En 1998, le groupe bancaire panafricain décide de créer un concours destiné aux start-up africaines qui officient dans le domaine de la technologie. Ce concours devant leur permettre sinon d'innover, mais déjà d’améliorer leur service en ligne en ayant accès à de nouveaux projets et les parrainer au sein de leur société et d'en profiter. Ainsi est lancé, le 31 janvier 1998 l’Ecobank Fintech Challenge. Les projets « les plus commercialement viables » pourront lancer leurs produits dans les 33 marchés d’Ecobank sur le continent africain.

### Années 2020
Gwendoline Abunaw est nommée en janvier 2021 à la tête de la région Cemac d’Ecobank Transnational Incorporated.
Nommé en septembre 2022, le Kényan Jeremy Awori démarre son mandat en tant que CEO d'Ecobank le 1er mars 2023. Il remplace Ade Ayeyemi qui prend sa retraite après huit années de présence à la tête d'Ecobank.
Sur l'ensemble de l'année 2022, Ecobank affiche un résultat net positif, en hausse de 3 % à 366,7 milliards de dollars et un produit net bancaire lui aussi en hausse de 6% à 1,8 milliard de dollars.
En 2024, un article du magazine Jeune Afrique consacré à Ecobank évoque la stratégie du groupe qui mise sur une digitalisation accrue à travers l'IA et les échanges intra-africains tout en s'adressant au maximum à la diaspora.
En 2024, EcoBank lance son Fintech Challenge afin de dénicher des start-ups à fort potentiel. Pour sa première édition, elle récompense Daba Finance, une fintech créée en 2021 par Boum III Junior, un Camerounais basé en Côte d'Ivoire.

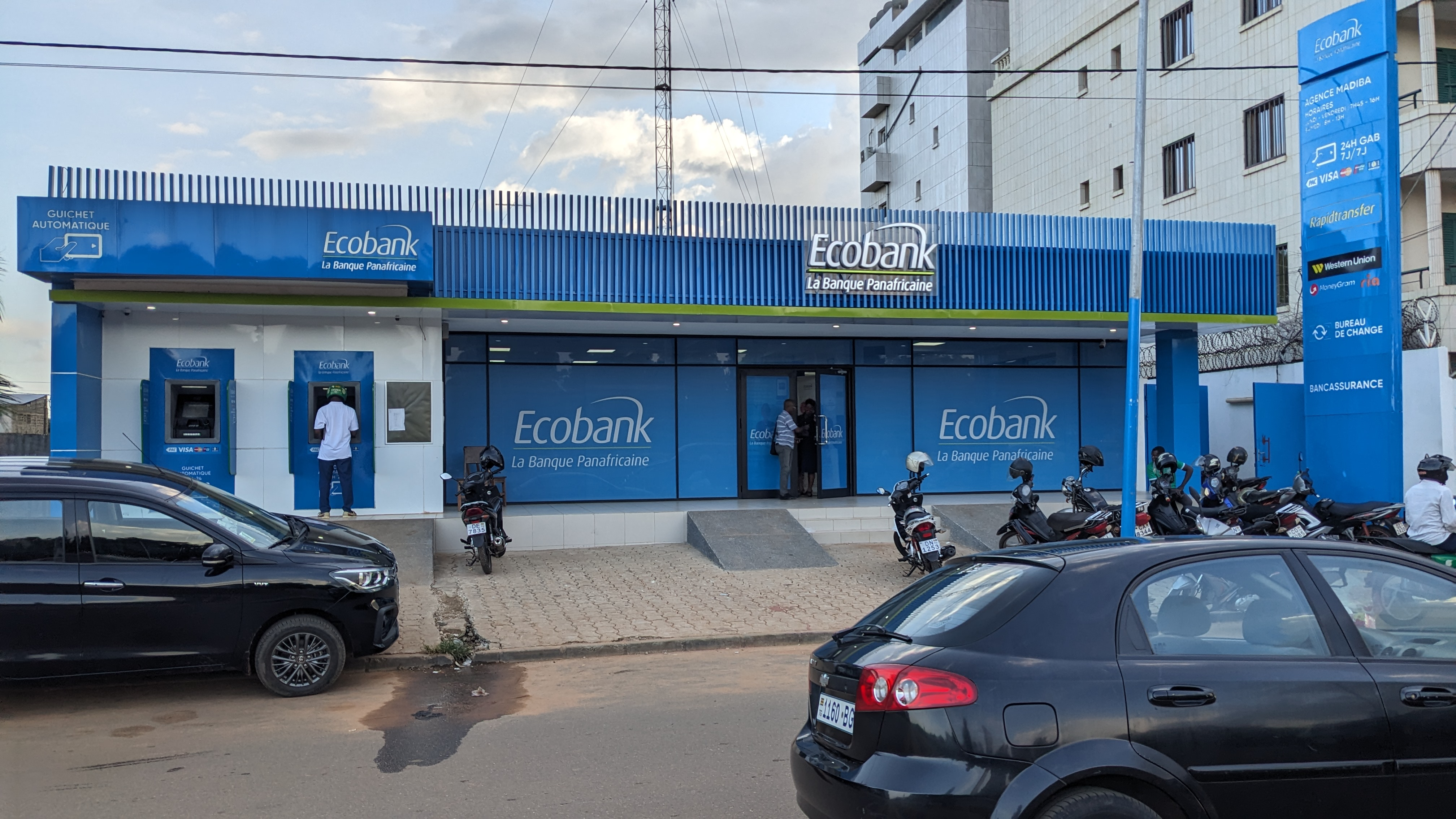
Ecobank Togo Atigangomé

## Direction
- Thierry Tanoh[27] (2012-2014) ;
- Albert Essien[28] (2014-2015) ;
- Ade Ayeyemi[29] (2015-2023) ;
- Jeremy Awori[30] (depuis 2023)

## Structure
Ecobank est organisée autour de trois grands pôles :
- Pôle Banque de l’Entreprise
- Pôle Banque Domestique
- Pôle Banque d’Affaires (Banque d’Investissement)